# Раздорожнюк, Сергей Романович
Сергей Романович Раздорожнюк (27 февраля 1911, Одесса — 28 июля 1996, там же) — советский футболист, вратарь, футбольный арбитр, футбольный историк, инженер, знаток металлургического дела. Также играл в баскетбол за сборную Одессы.

## Биография

### Футбольная карьера
Воспитанник одесского футбола. Начал играть в 1928 году. Выступал за одесские клубы «Пищевик» и «Динамо», также за команду «Совторгслужащие» и «Динамо» из Сталино. Один из основателей сталинского «Стахановца» (нынешнего донецкого «Шахтёра»).
Защищал цвета сборных Одессы, Сталино, Донбасса и Украины-2.
Судья всесоюзной категории (30.09.1959). Занимал пост председателя Одесской коллегии судей. На протяжении 30 лет возглавлял федерацию футбола Одесской области.

### Баскетбольная карьера
Играл в составе баскетбольной сборной Одессы в Минске в 1931 году.

### Личная жизнь
Серей Романович — футбольный историк, создал музей истории одесского футбола, став его первым директором и, одновременно, экскурсоводом.
По профессии Раздорожнюк — инженер, знаток металлургического дела и организатор производства. Он был начальником огромного цеха на крупнейшем одесском сталепрокатном заводе имени Дзержинского.

### Турнир памяти Сергея Раздорожнюка
В память о Сергее Романовиче Раздорожнюке проводилось зимнее первенство Одесской области памяти, трёхкратным чемпионом которого является овидиопольский «Днестр».